# Hping
Hping is een softwarehulpmiddel waarmee TCP/IP-pakketten samengesteld kunnen worden teneinde de protocolstack te analyseren.
Hping werd ontwikkeld door Salvatore Sanfilippo (bijgenaamd: Antirez). Het gereedschap biedt vele mogelijkheden waarmee netwerkbeheerders en computerkrakers informatie over een netwerk en de daarop aangesloten hosts kunnen achterhalen. De protocollen TCP, UDP, ICMP en raw-IP worden ondersteund. Onder de mogelijkheden behoren poortscannen, testen van firewalls, ontdekken van path-MTUs en geavanceerde traceroute over alle ondersteunde protocollen. Hping werkt op verschillende besturingssystemen waaronder Linux en BSD. Sinds hping3 wordt Tcl als scripttaal ondersteund. Dit houdt in, dat interactief Tcl-commando's met hping3 kunnen worden gebruikt, of dat een extern Tcl-script vanuit hping3 kan worden aangeroepen. Om het gebruik te vereenvoudigen, schreef de auteur een handleiding voor deze scripttaal. Hij beschreef ook de later in nmap geïmplementeerde idle scan.
De software is beschikbaar voor diverse besturingssystemen, waaronder Linux, BSD-varianten, Solaris, Mac OS X en Windows. 